# 김정록 (1951년)
김정록(金正錄, 1951년 6월 22일 전라남도 화순군 ~ )은 대한민국의 정치인이다. 대한민국 제19대 국회 새누리당 비례대표 국회의원을 역임했다.
13세 때 철도 사고로 한쪽 다리를 잃은 4급 지체 장애인이며 전주비전대학교 경영정보학과를 나왔다. 주식회사 씨피엘 대표이사, 한국지체장애인협회중앙회장을 역임했다.

## 역대 선거 결과
| 선거명      | 직책명             | 대수 | 정당     | 득표율 | 득표수      | 결과         | 당락                   |
| ----------- | ------------------ | ---- | -------- | ------ | ----------- | ------------ | ---------------------- |
| 제19대 총선 | 국회의원(비례대표) | 19대 | 새누리당 | 42.8%  | 9,130,651표 | 비례대표 2번 | 비례대표 국회의원 당선 |